# Gatha
Cet article concerne les versets bouddhiques. Pour les hymnes zoroastriens, voir Gathas.
Une gāthā (sanskrit : गाथा gāthā ; chinois : jì 偈 ou gātuó 伽陀 ; japonais : ge ou kada) est, dans le bouddhisme, une poésie en vers, un hymne. Ces poèmes sont relativement fréquent dans la littérature bouddhique.

## Littérature bouddhique
On recense dans le genre gâthâ en particulier (mais pas uniquement) des poèmes d'éloge. D'autre part, nombre de sûtras du bouddhisme mahâyâna peuvent être entièrement composés de gâthas ou présenter de longs passages de gâthâs qui reprennent et résument des enseignements donnés précédemment en prose. Les gâthâs sont souvent composés de quatre vers de huit syllabes ou pieds, et tous ne sont pas des reprises de passages en prose. Le Sûtra du Lotus et le Sûtra de l'Entrée à Lankâ en sont des exemples célèbres,.
On trouve dans le Khuddaka Nikâya deux recueils d'hymnes composés, pour l'un par des moines, pour l'autre par des moniales de la première communauté bouddhiste, intitulés respectivement Theragâthâ (« Versets des [moines] anciens ») et Therigâthâ (« Versets des [moniales] anciennes »).
Ce genre littéraire occupe se retrouve dans la littérature zen, qui compte un certain nombre de ces textes — mais ceux-ci peuvent aussi être des textes qui appartiennent au bouddhisme en général. D. T. Suzuki mentionne parmi eux le Kaikyô Ge (« Verset d'ouverture du sûtra ») ou le Shigu Seigan mon (« Quatre grands vœux ») ou encore le Sankie mon (« verste du triple refuge »).
À titre d'exemple, voici la gāthā de l'impermanence, citée par D. T. Suzuki : 
« Toutes les choses composées sont impermanentes,
Et soumises à la naissance et à la mort ;
Mettez fin à la naissance et à la mort,
Et vous parviendrez à une tranquillité bienheureuse. »

### Thich Nhat Hanh
Le maître zen Thích Nhất Hạnh a beaucoup pratiqué et recommandé de pratiquer les gathas, qu'il avait découverts dans un manuel d'instruction qui lui a été remis quand il était moine novice à Hué. Portant le titre, en vietnamien, de Luat Tiêtu (« Petit Manuel de Discipline »), il comportait une partie intitulée « L'Essentiel de la discipline à appliquer chaque jour », « contenant seulement des formules de pensée visant à rendre présente la conscience d'être. Chaque acte du novice doit être accompagné d'une pensée de cet ordre ». Il précise que ces poèmes, au nombre de cinquante, avaient été compilés par un maître chinois et que « [leur] emploi (...) pour nous aider à prendre conscience de nos actes du quotidien est une tradition monacale zen qui remonte à plus d'un millénaire ».
Aujourd'hui, les gathas constituent l'une des pratiques principales du Village des pruniers, fondé par Nath Hanh, qui a repris et composé écrit une centaine de gâthâs à utiliser dans les diverses situations de la vie quotidienne : en marchant, en faisant sonner la cloche, avant de manger, en faisant la vaisselle, etc. Ceux-ci sont affichés un peu partout dans le monastère, dans la cuisine, la salle de bains, les toilettes, les escaliers, dans l'entrée, ou à l'extérieur, sur des pancartes accrochées aux arbres, ou gravés sur des rochers. Les gathas agissent comme un rappel permanent à maintenir l'esprit attentif tout au long de la journée.

#### Quelques exemples
En ouvrant le robinet (affichée au-dessus du lavabo)
L’eau descend de la source,

Du haut de la montagne.

L’eau monte de la source,

Des profondeurs de la Terre

L’eau coule miraculeusement

Je lui suis à jamais reconnaissant.e.

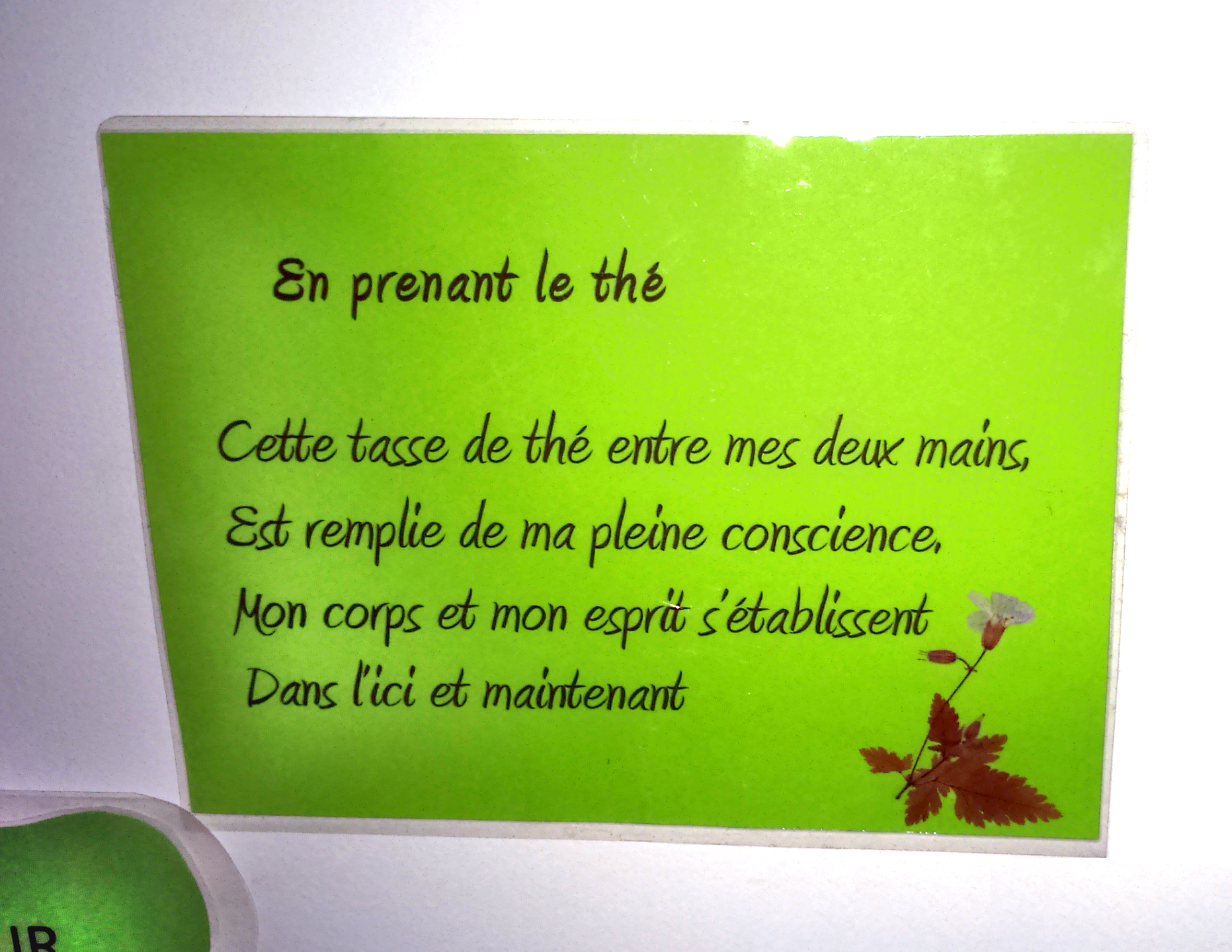
Gatha du thé

En prenant le thé
Cette tasse de thé entre mes deux mains

Est remplie de ma pleine conscience.

Mon corps et mon esprit s’établissent

Dans l’ici et maintenant

La cloche qui sonne nous dit
Écoute, écoute,

ce son merveilleux

me ramène

à ma vraie demeure.

En se promenant
L’esprit se perd

En mille et une pensées

Mais je marche en paix

Sur ce beau chemin

A chaque pas

Souffle un vent léger

A chaque pas

Une fleur éclot